# Dalis Car
Dalis Car är en musikgrupp bildad 1984 av Mick Karn och Peter Murphy efter att de lämnat sina respektive grupper Japan och Bauhaus. Tillsammans med Paul Vincent Lawford (slagverk) spelade de in och gav ut albumet The Waking Hour. Albumet tillkom på ett ovanligt sätt då Karn och Murphy föredrog att arbeta åtskilda var för sig och skicka kassetter fram och tillbaka till varandra. Låten "The Judgement is the Mirror" gavs ut som singel men varken den eller albumet blev några större listframgångar.
2010 återförenades Karn och Murphy och spelade in nytt material som utgavs som EP:n InGladAloneness 2012.

## Diskografi
Album
- The Waking Hour – 1984 (UK #84)

1. "Dalis Car"
2. "His Box"
3. "Cornwall Stone"
4. "Artemis"
5. "Create and Melt"
6. "Moonlife"
7. "The Judgement is the Mirror"

All musik komponerad av Mick Karn (utom 6, traditional). Alla texter av Peter Murphy.
EP
- InGladAloneness – 2012

Singel
- "The Judgement is the Mirror" – 1984 (UK #66)